# Pluridens
Il pluridente (gen. Pluridens) è un rettile marino estinto appartenente ai mosasauri. Visse nel Cretaceo superiore (Campaniano - Maastrichtiano, circa 75 - 70 milioni di anni fa). I suoi resti fossili sono stati ritrovati in Niger e in Nigeria.

## Descrizione
Come tutti i mosasauri, il pluridente doveva essere dotato di un corpo allungato e piuttosto sottile, con zampe trasformate in pinne e una coda lunga e compressa lateralmente. Il cranio era però dotato di numerosissimi piccoli denti, in numero quasi doppio rispetto a quello normalmente conosciuto per i mosasauri (nella mandibola ne erano presenti più di 28). Gli unici resti fossili ritrovati sono un paio di mandibole lunghe e snelle con denti, le cui dimensioni fanno supporre un animale lungo circa 8-9 metri.

## Classificazione
Pluridens venne descritto per la prima volta nel 1998, sulla base di una mandibola ritrovata in Niger, nella formazione Farin-Doutchi. La specie tipo è P. walkeri. Successivamente venne ritrovata un'altra mandibola simile, nei pressi di Calabar in Nigeria in livelli un poco più antichi. Questa mandibola fu attribuita in seguito a una nuova specie, P. calabaria. 
La mandibola di Calabar assomiglia a quella di P. walkeri nell'essere lunga e stretta anteriormente con una parte subdentale poco profonda, e nell'avere piccoli e numerosi denti ricurvi con fossette di sostituzione posizionate medialmente. Tuttavia mancano molte delle caratteristiche derivate che caratterizzano P. walkeri, come la mandibola estremamente lunga e diritta, l'estrema sporgenza laterale e la sezione subcircolare del dentale, la forte espansione trasversale delle teche dentali e l'estrema riduzione nelle dimensioni e l'aumento del numero di denti. Pluridens è considerato un membro molto specializzato degli Halisaurinae, un gruppo di mosasauri solitamente di piccole dimensioni.

## Paleobiologia
È stato ipotizzato che questo animale non fosse un predatore di pesci e di rettili marini come generalmente erano i suoi stretti parenti, ma fosse piuttosto un cacciatore di piccole prede: i suoi denti, infatti, sembrerebbero essere stati adatti alla cattura di pesci di piccole dimensioni e di invertebrati dal guscio sottile. Probabilmente era un predatore che tendeva agguati e che si muoveva rapidamente con un guizzo della potente coda appiattita, una volta individuata la preda.